# Porte de la Chapelle
Porte de la Chapelle, plats i Paris innerstads norra utkant där det tidigare låg en utfart från staden (jämförbar med Stockholms tullar). Det var en av 17 portar i Thiers stadsmur, den yttersta och senast byggda av Paris stadsmurar. Porte de la Chapelle skiljer Paris från Saint-Denis. Under platsen finns tunnelbanestation Porte de la Chapelle från år 1916, som länge var slutstation.

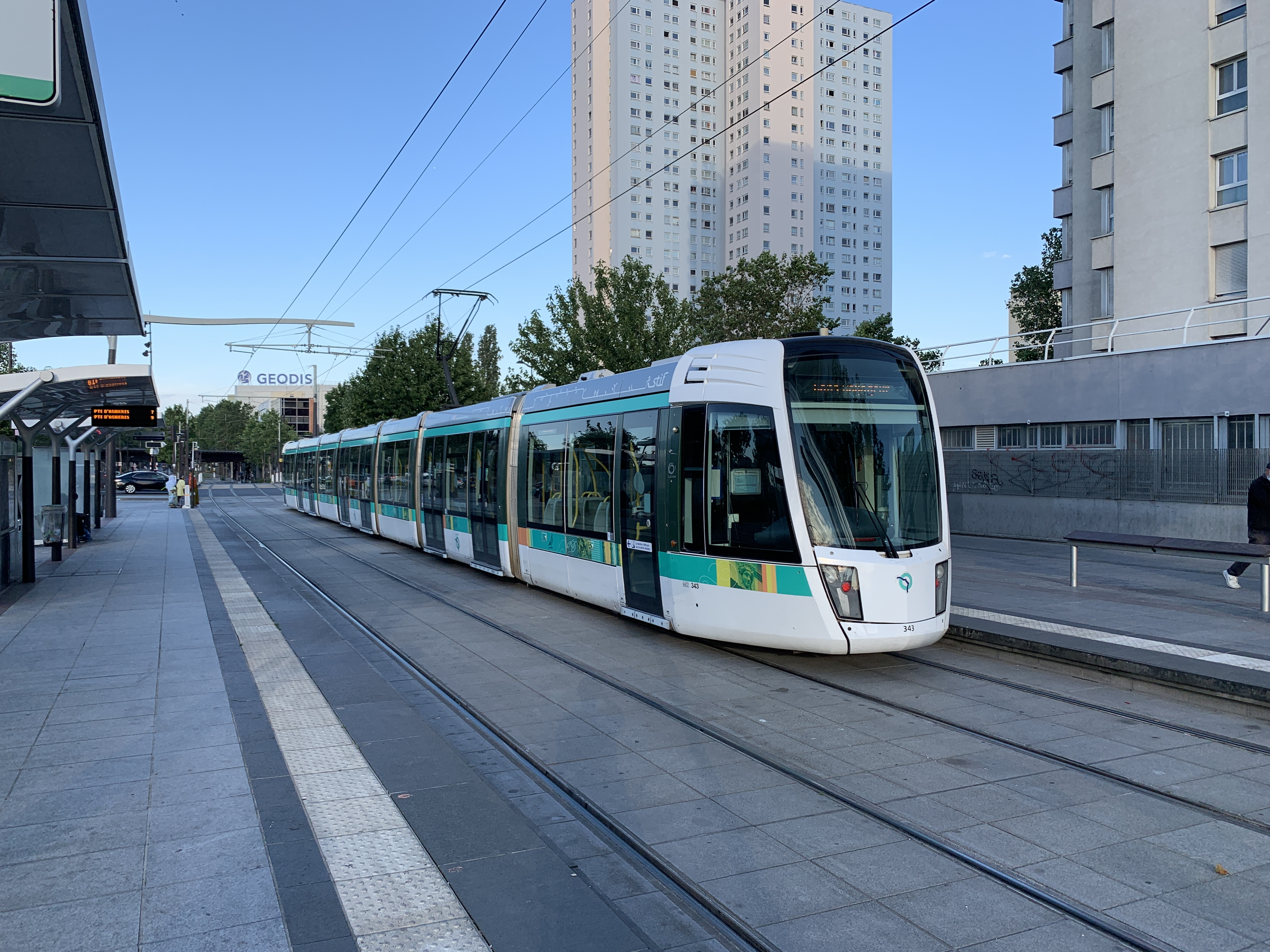
Spårvagn vid Porte de la Chapelle
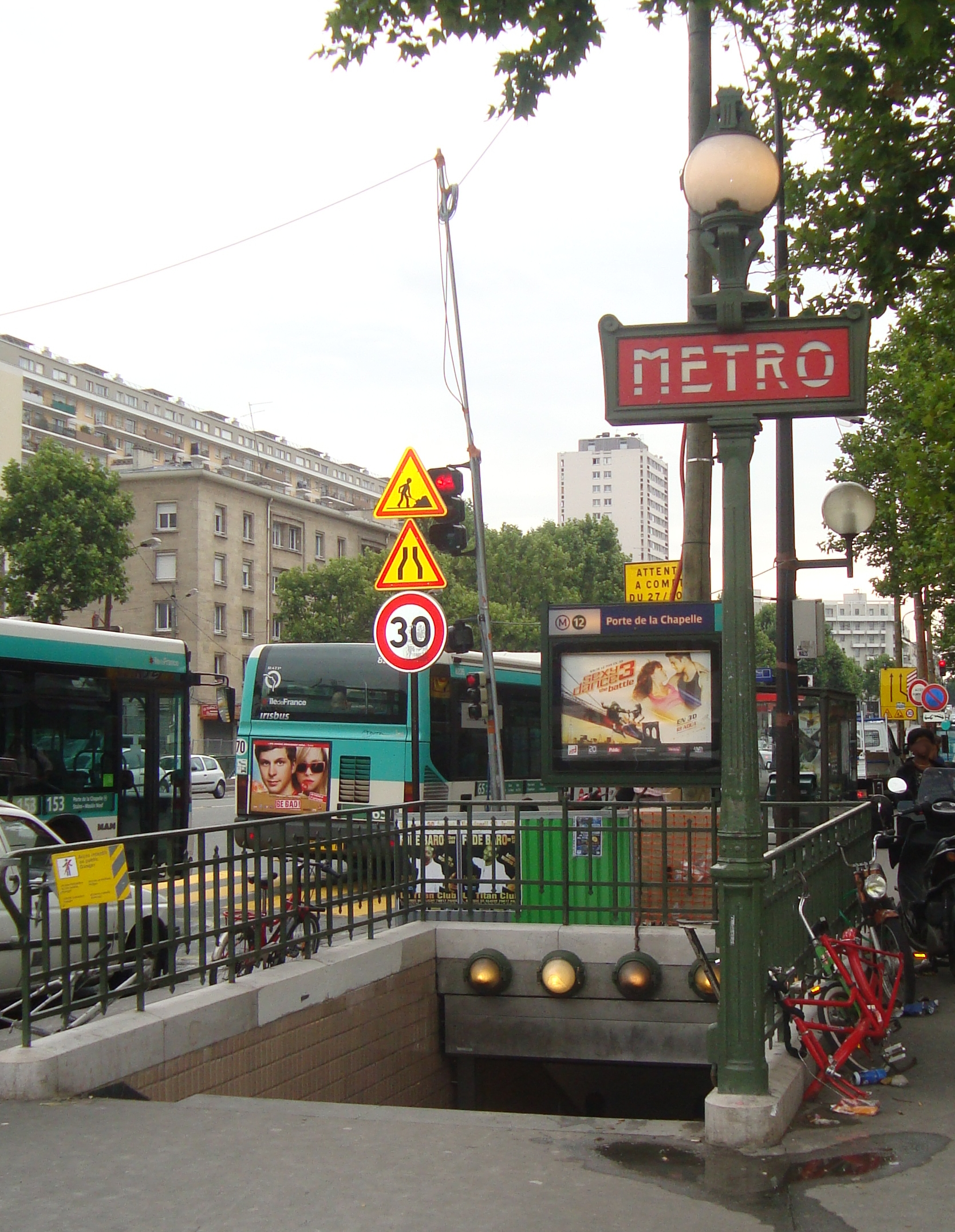
Metroentrén